# Арло Чавес
Арло Чавес (англ. Arlo Chavez; 1 серпня 1966) — філіппінський боксер, чемпіон Азії, призер Азійських ігор і з чотирма золотими медалями самий титулований філіппінський боксер на Іграх Південно-Східної Азії.

## Аматорська кар'єра
На Іграх Південно-Східної Азії 1989 завоював першу золоту медаль.
На Азійських іграх 1990 завоював бронзову медаль.
1991 року став чемпіоном на чемпіонаті Азії і на Іграх Південно-Східної Азії.
На чемпіонаті Азії 1992 програв у першому бою.
На Олімпійських іграх 1992 переміг Мозеса Джеймса (Нігерія) і програв Леонарду Дорофтею (Румунія).
На Іграх Південно-Східної Азії 1993 завоював третю золоту медаль.
На чемпіонаті Азії 1995 програв в другому бою Наріману Атаєву (Узбекистан). На Іграх Південно-Східної Азії 1995 завоював четверту золоту медаль.